# Xã Bevier, Quận Macon, Missouri
Xã Bevier (tiếng Anh: Bevier Township) là một xã thuộc quận Macon, tiểu bang Missouri, Hoa Kỳ. Năm 2010, dân số của xã này là 1.190 người.